# FC KTP Kotka
Der FC KTP ist ein finnischer Fußballverein aus Kotka, der 2021 über die Relegation den Aufstieg in die Veikkausliiga, die höchste finnische Spielklasse, erreichte. Bis zu seiner Umbenennung im Dezember 2013 hieß der Verein FC KooTeePee.
Der Verein wurde als zweite Herrenmannschaft der seit 1927 existierenden Kotkan Työväen Palloilijat (dt. Kotkas Arbeiter-Ballverein) im Jahr 1999 gegründet, ist aber seit 2000 ein eigenständiger Verein. Wie sein Mutterverein ist auch der FC KTP Mitglied des Arbeitersportverbandes Finnlands (TUL). Die Heimspiele trägt der Club in der 4780 Zuschauer fassenden Arto Tolsa Areena in Kotka aus, seine Vereinsfarben sind Grün/Weiß.

## Geschichte
KooTeePee spielte in der ersten Saison 2001 in der Weststaffel der drittklassigen Kakkonen und gewann dort ohne Niederlage die Meisterschaft und stieg in die Ykkönen auf. In der Saison 2002 gewann KooTeePee die Südstaffel der Ykkönen und schaffte in der Relegationsrunde knapp den Aufstieg in die erstklassige Veikkausliiga. Dort hielt sich der Verein zwischen 2003 und 2008 sechs Spielzeiten lang und erreichte 2005 mit Platz acht seine beste Platzierung in der Liga. Nach dem Abstieg 2008 trat die Mannschaft wieder in der Ykkönen an. In der Saison 2014 lag Kotka vom zweiten bis zum vorletzten Spieltag durchgehend auf dem 1. Platz, verpasste durch ein Unentschieden am letzten Spieltag aber aufgrund der schlechteren Tordifferenz noch die Zweitligameisterschaft. Da zwei Erstligamannschaften die Lizenz für die anstehende Erstligasaison verweigert wurde, konnte KTP dennoch aufsteigen, stieg indes umgehend als Vorletzter wieder ab.
Den TUL-Cup, den Pokalwettbewerb für Arbeitersportvereine, gewann KooTeePee 2004, 2005, 2010 und 2012.

## Name
Der Name geht zurück auf den 1927 gegründeten und 2000 Konkurs gegangenen Verein Kotkan Työväen Pallojoihin (etwa „Verein für die Ballspieler der Arbeiter Kotkas“). Koo Tee Pee ist die finnische Aussprache der Abkürzung „KTP“.